# Corpus Christi (Santana de Parnaíba)
Corpus Christi é uma festa cristã em Santana de Parnaíba de celebração de Corpus Christi. É considerado um dos principais atrativos turísticos e mais tradicionais eventos culturais do município, realizado desde os anos 1960. Caracteriza a festa a confecção de tapetes coloridos, produzidos com toneladas de material, que cobrem o Centro Histórico.